# هلال الناظور
نادي هلال الناظور أو هلال الناظور هو نادٍ رياضي مغربي من الناضور (الناظور). يشارك في الدوري المغربي الثاني، تأسس سنة 1956.

## التاريخ
يعد النادي الأول في المدينة، ويشكل مع نادي فتح الناضور قطبي كرة القدم في المدينة. هدد النادي سنة 2007 باللعب في الأقسام الشرفية الإسبانية بحكم قرب المدينة من مدينة مليلية شمال المغرب والخاضعة للاحتلال الإسباني، بسبب نشوب مشكلة بينه وبين الجامعة الملكية المغربية لكرة القدم التي حكمت عليه بالنزول لقسم الهواة المغربي (دوري الدرجة الثالتة المغربي) رغم أنه أنهى الموسم في مركز مكنه من البقاء ضمن أندية دوري الدرجة الثانية المغربي، بعد الاستئناف قررت لجنة الجامعة المغربية لكرة القدم إلغاء القرار الأول وإبقاءه في دوري الدرجة الثانية.

## سبب اختيار اسم الفريق
في إحدى سهرات رمضان اجتمع بعض شخصيات مدينة الناظور تحت ضوء القمر فكانوا يتحدثون حول إنشاء نادي فلما اتفقوا اختاروا الهلال اسما للنادي بعد أن تحول القمر إلى هلال في تلك الليلة المقمرة.

## مسيرة النادي في الدوري المغربي
صعد النادي لأول مرة في تاريخه لدوري الدرجة الثانية سنة 1979 بعد تغلبه في مباراة فاصلة على غريمه التقليدي في المدينة فتح الناظور. عرف النادي أزهى فتراته منذ صعوده للقسم الثاني حيث أنه كان مرتين قاب قوسين أو أدنى من الصعود إلى الدرجة الأولى مرتين، فقد لعب مباراة فاصلة سنة 1981 أمام نادي النهضة القنيطرية وانهزم أمامه ب 3 أهداف لهدف واحد، ووصل إلى نفس المباراة موسم 1984 وانهزم كذلك أمام نادي الجمعية السلاوية، وبعد طول انتظار صعد النادي لأول مرة إلى الدرجة الأولى سنة 1986.
بعد صعوده إلى قسم الكبار أدى النادي مباريات كبيرة وأحرج في مرات عديدة أعرق الأندية المغربية. بدأت مسيرة النادي في التراجع أواسط التسعينات وبدأ في النزول إلى الأقام السفلى حتى عاد من جديد إلى أقسام الهواة من جديد، وظل فيها إلى سنة 2003 حيث عاد إلى القسم الدرجة الثانية. هلال الناظور يعاني في الأونة الأخيرة مشاكل عديدة قد تؤدي به إلى النزول بقسم الهواة.

## وصلات خارجية
- (بالفرنسية) (بالعربية) / الموقع الرسمي للنادي